# 海賊王子
『海賊王子』（かいぞくおうじ）は、1966年5月2日から同年11月28日までNET系列局で放送されていた石森章太郎（後の石ノ森章太郎）原案、東映動画制作のテレビアニメである。全31話。放送時間は毎週月曜 19:00 - 19:30 （日本標準時）。

## 概要
東映動画初の海洋冒険アニメで、『ピーター・パン』や『シンドバッドの冒険』の影響が見受けられるキャラクターコスチュームとストーリー展開が特徴。主役のキッドの声を担当していた古谷徹（当時12歳）は、本作がデビュー作にして初主演作となった。
また、本作は大丸デパート単独提供のアニメ枠『大丸ピーコック劇場』の第3作にして最終作である。本作放送期間中の1966年10月に、木曜21:00枠で同じく大丸デパート提供のドラマ枠『大丸名作劇場』（毎日放送製作）がスタートしたが、それ以後も本作は同店の提供で放送され続けたのか、複数社提供へ移行したのかは不明。
東京俳優生活協同組合の声優陣がキャスティングを担ったのは、前々番組の『宇宙パトロールホッパ』以来久々にキャスティングする事になった（前番組の『ハッスルパンチ』を除く）。

## ストーリー
カリブ海の島に住む少年キッド。ある日キッドは、育ての親が死んだ時、自分はかつて7つの海を制覇した海賊王モーガンの息子であった事を知る。そして少女パール・長老クラップ達と共に、愛船ハリケーン号で世界の海へと出発した。だが行く手には、貪欲者の海賊・虎フグがあの手この手で邪魔をする。キッド達は虎フグと戦いながら、世界の海を旅していくのであった。

## 登場人物
キッド
声 - 古谷徹（第1話のみ千葉重樹）
主人公。海賊王と言われた亡きモーガン船長の息子で、ハリケーン号の船長となって冒険の旅に出る。
パール
声 - 坂倉春江
クラップの孫。勝ち気で、キッドと対立する事が多い。
虎フグ
声 - 永井一郎
小帆船バラクーダ号の船長である、貪欲者の海賊にしてキッドの宿敵。ハリケーン号や財宝を横取るべく、キッド達のいる所のどこにでも現れる。口三味線でファンファーレを言うのが癖。
カトル
声 - 和久井節緒
キッドの部下。長身で呑気者。
オクトパス
声 - 加藤修
キッドの部下。小柄で慌て者。
シャーク
声 - 須磨啓
キッドの部下。銃とナイフの名手でニヒル。
バド
声 - 立壁和也
キッドの仲間であるアホウドリ。キッドを脚に掴まらせて飛ぶ。
クラップ
声 - 寄山弘
ハリケーン号の長老。モーガン船長の頃からハリケーン号に乗っていたベテラン。
モンク
声 - 白石冬美
キッドの仲間であるサル。
ドラ
声 - 不明
虎フグのペットにして、唯一の部下であるシャムネコ。いつも虎フグの海賊帽の中に隠れている。虎フグには忠実だが、弱い者には陰険。

## スタッフ
- 製作担当 - 笹谷岩男、飯島敬
- 企画 - 横山賢二
- 原案 - 石森章太郎（週刊「少年キング」連載、「まんが王」連載）
- 音楽 - 宮崎尚志
- 作画 - 田島実、近藤英輔、小華和為雄、羽根章悦、生頼昭憲、岡田敏晴、辻伸一、島充、渋谷哲夫 他
- 撮影 - 黒木衛、林昭夫 他
- 編集 - 井関保雄
- 録音 - 石井幸夫
- 記録 - 水上紘子、前野美代子 他
- 演出助手 - 浜崎慶嗣、及部保雄、金子允洋、田中哲郎 他
- 製作進行 - 菅原吉郎、渡部一雄、武田嘉昭 他
- 制作 - 東映動画

## 主題歌
オープニングテーマ「海賊王子」
作詞 - 吉野次郎 / 作曲 - 服部公一 / 歌 - 友竹正則、上高田少年合唱団（朝日ソノラマ）
エンディングテーマ「海賊稼業はやめられない」
作詞 - 浦川けんじ / 作曲 - 宮崎尚志 / 歌 - ボーカル・ショップ

## 各話リスト
| 話数 | サブタイトル              | 脚本                | 美術     | 作画監督   | 演出              | 放送日        |
| ---- | ------------------------- | ------------------- | -------- | ---------- | ----------------- | ------------- |
| 1    | 南海の王子                | 吉野次郎            | 福本智雄 | 菊池貞雄   | 黒田昌郎          | 1966年 5月2日 |
| 2    | 鮫と宝石 (世紀の大レース) | 浜田稔              | 福本智雄 | 菊池貞雄   | 黒田昌郎          | 5月9日        |
| 3    | 幻の白鯨                  | 浜田稔              | 福本智雄 | 羽根章悦   | 矢吹公郎          | 5月16日       |
| 4    | がめつい魔女              | 浜田稔              | 福本智雄 | 田島実     | 田中亮三          | 5月23日       |
| 5    | どくろ島の姫君            | 浜田稔              | 福本智雄 | 近藤英輔   | 茂野一清          | 5月30日       |
| 6    | 海賊プロレス大会          | 山浦弘靖            | 福本智雄 | 近藤英輔   | 久岡敬史          | 6月6日        |
| 7    | 魔の人魚島                | 山浦弘靖            | 福本智雄 | 小華和為雄 | 高見義雄          | 6月13日       |
| 8    | とらフグのニセ紳士        | 山浦弘靖            | 福本智雄 | 田島実     | 田中亮三          | 6月20日       |
| 9    | 海底の秘宝                | 高橋淳一            | 福本智雄 | 小華和為雄 | 久岡敬史          | 6月27日       |
| 10   | ガロン島の燃える水        | 中根芳明            | 福本智雄 | 鈴木伸一   | 茂野一清          | 7月4日        |
| 11   | 地中海をつっぱしれ        | 山口康男            | 福本智雄 | 菊池貞雄   | 山口康男          | 7月11日       |
| 12   | 海賊野郎                  | 浜田稔              | 福本智雄 | 勝又和雄   | 明比正行          | 7月18日       |
| 13   | バラクーダの宝            | 三木瀬たかし        | 福本智雄 | 田島実     | 田中亮三          | 7月25日       |
| 14   | 海賊同盟                  | 矢吹公郎            | 福本智雄 | 羽根章悦   | 矢吹公郎          | 8月1日        |
| 15   | 虎フグ作戦                | 三木瀬たかし        | 福本智雄 | 菊池貞雄   | 高見義雄          | 8月8日        |
| 16   | 珍宝島                    | 吉野次郎            | 福本智雄 | 鈴木伸一   | 茂野一清          | 8月15日       |
| 17   | サーカス気狂い            | 荒木けんじ 黒田昌郎 | 福本智雄 | 小華和為雄 | 黒田昌郎          | 8月22日       |
| 18   | 消えた王冠                | 荒木けんじ 田中亮三 | 福本智雄 | 田島実     | 田中亮三          | 8月29日       |
| 19   | 女王を救え                | 山浦弘靖 原田大吉   | 福本智雄 | 近藤英輔   | 明比正行          | 9月5日        |
| 20   | 替え玉王子                | 浜田稔              | 福本智雄 | 菊池貞雄   | 久岡敬史          | 9月12日       |
| 21   | ペテン師にご用心          | 柴田夏余            | 福本智雄 | 我妻宏     | 永樹凡人 大谷恒溝 | 9月19日       |
| 22   | おてんばパール            | 山浦弘靖            | 福本智雄 | 小華和為雄 | 山口康男          | 9月26日       |
| 23   | 怪盗ウミボーズ団          | 若林一郎            | 福本智雄 | 田島実     | 高見義雄          | 10月3日       |
| 24   | サファイヤの唄            | 若井基成 柴田夏余   | 福本智雄 | 近藤英輔   | 明比正行          | 10月10日      |
| 25   | 海賊ドリンクで乾杯        | 柴田夏余            | 福本智雄 | 我妻宏     | 永樹凡人 大谷恒溝 | 10月17日      |
| 26   | わなにかかるな            | 浜田稔              | 福本智雄 | 田島実     | 高見義雄          | 10月24日      |
| 27   | なぞの黒覆面              | 吉野次郎            | 沼井肇   | 近藤英輔   | 明比正行          | 10月31日      |
| 28   | トンダ海峡を突破せよ      | 浜田稔              | 沼井肇   | 田島実     | 大谷恒溝          | 11月7日       |
| 29   | 海のならず者              | なべたくや          | 沼井肇   | 近藤英輔   | 明比正行          | 11月14日      |
| 30   | 人魚狩り                  | 若林一郎            | 沼井肇   | 田島実     | 大谷恒溝          | 11月21日      |
| 31   | 海賊旗よ永遠に            | 荒木けんじ          | 沼井肇   | 近藤英輔   | 明比正行          | 11月28日      |

## 放送局
- NETテレビ：月曜 19:00 - 19:30
- 北海道放送：土曜 18:00 - 18:30[3]
- 青森放送：木曜 18:00 - 18:30[4]
- 秋田放送：土曜 18:00 - 18:30[5]
- 東北放送：水曜 18:00 - 18:30[6]
- 北陸放送
- 山梨放送
- 信越放送
- 静岡放送
- 毎日放送
- 山陰放送
- 中国放送
- 西日本放送
- 九州朝日放送
- 長崎放送
- 熊本放送
- 大分放送
- 南日本放送
- 沖縄テレビ

## 映像ソフト化
- 2005年4月20日発売の『東映アニメモノクロ傑作選 Vol.2』に全31話の中から厳選された4話が収録されている。2006年1月25日にはこれの単品DVDが発売された。
- 2008年7月21日発売の『石ノ森章太郎生誕70周年記念DVD-BOX』に第1話が収録されている。
- 2016年4月29日発売の『海賊王子 DVD-BOX デジタルリマスター版』に全話が収録されている。

## 漫画
アニメの放送に合わせ、同名の漫画作品が『週刊少年キング』（少年画報社）に1966年10号から同年22号まで「企画 - 東映動画 / 原作 - 石森章太郎 / まんが - いずみあすか」名義で連載されていた。いずみあすかは赤塚不二夫と石森の共同ペンネームだが、赤塚の関与は確認できない。設定は基本的にアニメと変わらないが、虎フグの愛船「バラクーダ号」が帆船ではなく潜水艦になっている。
他にもいずみあすかによる同名の漫画作品があり、『まんが王』（秋田書店）に1966年8月号から同年11月号まで連載されていた。こちらはキャラクターの一部がアニメと異なっている。キッドは本名を「ハヤト」といい、日本の若君の出身。クラップは「カニエモン」となっており、元家老という設定だった。また、ドラは「キャットン」、バラクーダ号は「ガラクータ号」となっていた（形状は少年キング版と同じ）。